# Kentucky Bourbon Festival

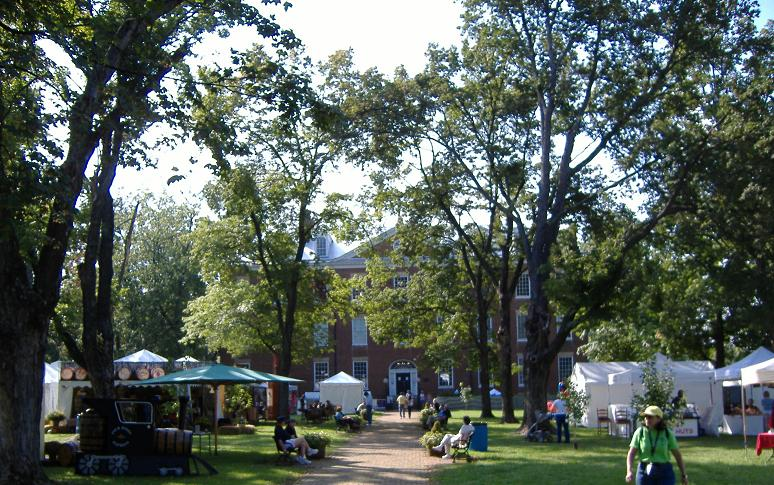
Stände auf dem Kentucky Bourbon Festival

Das Kentucky Bourbon Festival (KBF) ist ein Fest, das jährlich im Spätsommer in Bardstown, Kentucky stattfindet, um den Bourbon Whiskey zu feiern. In Bardstown und seinen Vororten befinden sich vier der 10 großen Bourbon-Brennereien der Welt. Das Festival existiert seit 1992, an mittlerweile sechs Tagen kommen etwa 50.000 Besucher im Jahr. Das Festival wurde vom Parlament Kentuckys als das offizielle Bourbon Festival des Staates festgelegt.
Beim Festival finden viele Aktivitäten statt, die auch an anderen Orten für Straßenfestivals typisch sind: Konzerte, Essstände, Fahrgeschäfte etc. Einzigartig beim KBF ist das Whiskey-Fass-Wettrollen, bei dem Teams aus verschiedenen Destillerien gegeneinander antreten.

## Ablauf
Das Kentucky Bourbon Festival dauert sechs Tage. 2014 fanden im offiziellen Programm 35 Veranstaltungen statt, hinzu kommen noch weitere Veranstaltungen, die privat organisiert sind. Dazu gehören Konzerte, Stadtführungen, ein Kunsthandwerksmarkt, ein Golfturnier, eine Autoshow, Handwerksdemonstrationen und Whiskey-Tastings. Höhepunkte sind die Master Distiller's Auction und das Whiskeyfassrollen (World Championship Bourbon Barrel Relays). Bei der Auktion versteigern die Master Distiller der verschiedenen Destillerien seltene und ausgesuchte Whiskeys zugunsten des Oscar Getz Museum of Whiskey History. Beim Whiskeyfassrollen müssen Teams aus verschiedenen Destillerien mit Wasser gefüllt Whiskeyfässer über eine Strecke rollen und möglichst präzise in einem rick, das im Lagerhaus dazu genutzt wird, die Whiskeyfässer zu lagern, stapeln. Punkte gibt es für Zeit und Präzision. Während des Festivals findet auch die Aufnahmer neuer Mitglieder in die Bourbon Hall of Fame statt. Zentraler Ort des Festivals ist der Spalding Hall lawn direkt vor dem Oscar Getz Museum of Whiskey History.

## Geschichte
Das erste Kentucky Bourbon Festival fand 1992 statt. Damals bestand es einem einzelnen Dinner für 250 Personen und einer Whiskey-Verkostung. Im Jahr 2013 gab es 52.000 Teilnehmer aus 46 US-Bundesstaaten und 15 Ländern.

## Ausrichtung
Das Kentucky Bourbon Festival hat ein sehr umfassendes Programm mit vielen Aktivitäten (Golfturnier, Pokerturnier, Autoshow etc.), die nur wenig mit Bourbon zu tun haben. Verschiedene Bourbon-Kenner bemängeln dann auch, dass es eher ein normales Stadtfest ist, dass Bardstown sich von den Destillerien bezahlen lässt. Der Autor und Bourbon-Hall-of-Famer Chuck Cowdery, bemängelt, dass es kaum Veranstaltungen für Bourbon-Enthusiasten gibt, und diese ihre Events privat am Rande des Festivals organisieren müssen. Viele der wichtigen Veranstaltungen wie die Aufnahme in die Hall of Fame oder die festliche Gala am Ende des Festivals seien zudem nur für Eingeladene zugänglich oder wären sehr teuer. Der Whiskey-Historiker Michael R. Veach beschreibt das KBF als relativ normales Straßenfest, das wenig dazu beiträgt, Menschen über Whiskey aufzuklären und ihnen Wissen zu vermitteln.